# 強棘杜父魚
強棘杜父魚為輻鰭魚綱鮋形目杜父魚亞目杜父魚科的其中一種，為溫帶海水魚，分布於北太平洋日本海至阿拉斯加海域，棲息深度0-380公尺，體長可達32公分，棲息底層水域，生活習性不明。

## 扩展阅读
維基物種上的相關：強棘杜父魚